# Hudson Mohawke
Росс Бирчард (англ. Ross Birchard), более известный под сценическим псевдонимом Hudson Mohawke [ˈhʌdsən moʊˈhɔk], — шотландский электронно-музыкальный продюсер, диджей и автор песен из Глазго. Работает в таких жанрах, как хип-хоп, вонки, глитч-хоп, трэп, IDM. Один из основателей звукозаписывающего лейбла LuckyMe. Участник дуэта TNGHT.

## Биография
Бирчард, сын актера и певца Пола Бирчарда, начал свою карьеру в молодом возрасте и был самым молодым британским финалистом DMC. Он выступал как клубный ди-джей на различных шоу и радиостанции. В 2007 году он был приглашен на мероприятие, где встретил Стива Беккета из Warp Records и за несколько лет был подписан на этот лейбл. Он также сотрудничал с Майком Слоттом и выпустил несколько EP на All City Records. Кроме того, он был частью несуществующей хип-хоп группы Surface Emp. Они выпустили EP на Far Cut Records.

## Дискография

### Альбомы
| Название | Детали                                               | Пиковая позиция в UK Albums Chart |
| -------- | ---------------------------------------------------- | --------------------------------- |
| Butter   | - Дата релиза: 26 октября 2009 - Лейбл: Warp Records | —                                 |
| Lantern  | - Дата релиза: 16 июня 2015 - Лейбл: Warp Records    | 82                                |

### Синглы
| Год  | Название                                             | Пиковые позиции в чартах | Пиковые позиции в чартах | Альбом |
| Год  | Название                                             | BEL                      | FR                       | Альбом |
| ---- | ---------------------------------------------------- | ------------------------ | ------------------------ | ------ |
| 2008 | Oops!                                                | —                        | —                        | —      |
| 2008 | Star Crackout / Root Hands / Everybody Else Is Wrong | —                        | —                        | —      |
| 2014 | Chimes                                               | 84                       | 30                       | Chimes |

### Ремиксы
- Lukid[англ.]— The Now (Remix by Hudson Mohawke) from The Now EP (2007)
- Super Smoky Soul — Geek Beat (Hud Mo Retwirk) from Cycling EP (2007)
- O Liffey Family — Rock the Spot: Heralds of Change Redub from Cold Liffey (2007)
- Ghislain Poirier[англ.] — No More Blood (Hudson Mohawke Remix) (2008)
- Fool — Seventh (Hudson Mohawke RMX) from Real Thing (2008)
- Crookers[англ.] — Put Your Hands on Me (Hudson Mohawke Mix) (2009)
- Dan Deacon[англ.] — Woof Woof (Hudson Mohawke Remix) (2010)
- Uffie — ADD SUV (Hudson Mohawke’s Spam Fajita Remix) (2010)
- American Men — AM System (Hudson Mohawke Remix) from Cool World (2010)
- De De Mouse — My Favorite Swing (Hudson Mohawke’s Cobra Slice Rework) from A Journey to Freedom Remixes (2010)
- Krystal Klear — Tried for Your Love (Hudson Mohawke Remix) (2010)
- Jamie Woon[англ.] — Lady Luck (Hudson Mohawke’s Schmink Wolf Re-Fix) (2011)
- Björk — Virus (Hudson Mohawke Peaches and Guacamol Remix) from Bastards (2012)
- Battles — Rolls Bayce (Hudson Mohawke Remix) from Dross Glop (2012)
- Jackson and His Computerband[англ.] — Vista (Hudson Mohawke Remix) from G.I. Jane (Fill Me Up) (2013)
- Paolo Nutini — Iron Sky (Hudson Mohawke Remix) (2014)
- Duck Sauce[англ.] — NRG (Hudson Mohawke Remix) (2014)
- Above & Beyond — All Over the World (Hudson Mohawke Remix) (2015)
- Boards of Canada — Amo Bishop Roden (Hudson Mohawke Remix) (2016)